# 무효
무효(無效, void)란 어떠한 원인에 의해 법률행위로부터 당사자가 기도한 법률상의 효과가 당연히 생기지 않는 것을 말한다.

## 용어
원천무효라는 표현도 자주 쓰는데, 이는 처음부터 효력이 없는 것으로 간주된다는 의미이다. 영어권에서는 원천무효를 'void ab initio'로 쓰는데, 여기서 한정어로 쓰인 'ab initio'는 라틴어로 '시작부터'라는 뜻이다. 처음부터 법률적 효력이 없음(having no legal effect from inception)으로 해석할 수 있다. 참고로, 법률행위 당시에는 효력이 발생하지 않으나 '제3자의 추인', '관청의 인가'를 받아 법률행위를 한 때로 소급해서 유효가 되는 유동적 무효가 있다.

## 예시
예를 들면 통모(通謀)하여 매매를 가장하는 행위는 무효이므로 이것에 기(基)하여 가장의 매도인이 대금을 청구하든가 가장의 매수인이 물품의 인도를 청구하든가 하는 권능은 생기지 않는다. 또 이미 등기명의를 가장의 매수인에게 이전하였으면 가장의 매도인은 그 반환을 청구할 수 있다. 왜냐하면 매매에 의하여 대금 또는 물품을 청구하거나 이미 수취한 것을 자기 것으로서 보류할 수 있는 것은 매매에서 이들 행위를 정당화시키는 채권·채무 기타의 법률관계가 발생하기 때문이지만 위의 가장행위에서는 이러한 권리 의무나 법률관계는 발생하지 않기 때문이다. 무효는 취소와 달라 누구의 의사표시를 기다릴 필요 없이 법률상 당연히 효과가 없는 것으로 되고 또 무효한 행위를 나중에 유효한 것으로 하려고 추인(追認)하여도 원칙적으로 유효한 것으로 되지 않으며(대한민국 민법 제139조), 일정한 시간의 경과에 의하여 유효한 것으로 되는 것도 아니다. 무효의 원인으로는 법률행위 일반에 공통한 것(의사능력의 결격·심리유보의 예외의 경우·허위표시·목적의 불능·목적의 위법·목적의 반사회성(反社會性) 등)과 특수한 법률행위에 한정되는 것(입양에서 양자가 양친보다 연장자인 것：883조 2항, 유언에서의 방식의 흠결：1060조) 등이 있다. 또한 모든 사람에게 대하여 무효인 것(절대적 무효)이 원칙이지만, 주로 거래의 안전을 도모하기 위하여 무효의 효과를 특정인에 대하여 주장할 수 없는 것(상대적 무효：107조 2항, 108조 2항)이 있을 뿐만 아니라 관계당사자가 다수인 경우에는 특히 그 효과가 일반적으로 제한되는 일도 있다(상법 302조, 236조-240조, 529조, 530조 등 참조).

## 같이 보기
- 취소
- 취하
- 하자